# Ari Behn
Ari Mikael Behn (Århus, 30 de setembro de 1972 – Lommedalen, 25 de dezembro de 2019) foi um escritor e pintor norueguês. Ele  foi marido da princesa Marta Luísa da Noruega, a única filha do rei Haroldo V e da rainha Sônia. Conhecido como Mikael Bjørshol até 1996, Behn alcançou o primeiro sucesso literário com sua coleção de contos de 1999 Trist som faen ("Triste como o inferno"), que vendeu cerca de 100 000 cópias.

## Biografia
"Ator, escritor, pintor, diretor de documentários e estrela pop... Ari é um home de múltiplas faces", escreveu a revista Hola em 2017. "Foi um dos escritores e dramaturgos mais aclamados da Escandinávia", escreveu o UOL em dezembro de 2019.
Ari Behn nasceu em Århus, na Dinamarca, mas se mudou com os pais e irmãos para Moss, Noruega, quando tinha seis anos de idade.
Foi o filho mais velho de Olav Bjørshol (n. 1952) e Marianne Rafaela Solberg (n. 1953), ambos professores da Escola de Waldorf, tendo seu pai uma licenciatura em educação especial enquanto a sua mãe se formado professora. Os seus pais casaram-se em 1973, mas divorciaram-se ao fim de nove anos. Seu pai casou-se novamente, com Tone Bjerke, filha de André Bjerke, e sua mãe com Jan Parker. Segundo a Vanitatis, os casais haviam sido amigos previamente. "Meu pais se divorciaram quando eu tinha 10 anos e eu tive que me encarregar de meus irmãos, já que meu pai desapareceu", teria dito Ari em 2009, segundo a Vanitatis em dezembro de 2019.
Em 2007, os pais de Ari Behn se casaram novamente.
Após seu divórcio, mudou-se para Lommedalen, a apenas cinco quilômetros de onde moravam sua ex-esposa e as filhas do casal.

## Educação
Ari frequentou a escola de Waldorf e tem uma licenciatura em história e religião pela Universidade de Oslo.

## Vida pessoal

### Namoro e casamento com a princesa Marta Luísa
Ari Behn trabalhava como motorista de empilhadeira, mas já tinha começado a adquirir uma reputação como escritor no tempo em que conheceu a princesa, segundo o The Telegraph apresentada a ele por sua mãe, que ensinava Fisioterapia à Marta.
O sobrenome original de Ari era Bjørshol, mas ele preferiu trocá-lo por Behn, o sobrenome de sua avó.
Em 24 de maio de 2002, Ari Behn casou-se com a princesa Marta Luísa da Noruega, com quem teve três filhas: Maud Behn (2003), Leah Behn (2005) e Emma Behn (2008).

### Divórcio
Em agosto de 2016, a Casa Real da Noruega anunciou o divórcio entre Ari e a Prince Marta Luísa.

### Denúncia de assédio sexual
Logo após o divórcio, Ari acusou o ator americano Kevin Spacey de assédio sexual, fato que havia acontecido cerca de 10 anos antes, durante o Prêmio Nobel da Paz que o ator havia apresentado. "Tivemos uma ótima conversa, ele se sentou ao meu lado. Depois de cinco minutos, ele disse, 'vamos lá fora fumar'. Então ele colocou a mão sob a mesa e me apalpou".

## Vida profissional

### Carreira como escritor
Segundo o The Telegraph, Ari começou a chamar atenção como escritor em 1999, ao lançar uma coleção de contos, Trist som faen (em português: Triste como o Demônio). Segundo a publicação, a coleção teria vendido cerca de 100 mil cópias e ele teria sido comparado a Scott Fitzgerald e Knut Hamsun. Um livro sobre seu próprio casamento, Fra hjerte til hjerte (em português: De coração para coração), em colaboração com a princesa, foi publicado em 2003, ao qual se seguiram dois romances: Bakgård (Quintal) em 2003 e Entusiasme og raseri (Entusiasmo e Raiva) em 2006. Em seu último livro, Inferno, publicado em 2018, Behn detalhou sua luta contra a depressão e o álcool.

#### Publicações
- Trist som faen ("Triste como o inferno"), 1999, coleção de contos , 93 páginas, ISBN 9788205270619.
- Fra hjerte til hjerte ("De coração para coração"), 2002 em colaboração com a esposa Märtha Louise , é um livro sobre o casamento deles, ISBN 9788252543711.
- Bakgård ("Backyard"), 2003, ISBN 9788205326033.
- Entusiasme og raseri ("Entusiasmo e Fúria"), um roman à clef publicado em outubro de 2006, ISBN 9788202265762.
- Vivian Seving etc., 2009, ISBN 9788205375789.
- Talent for lykke ("Talento para a felicidade"), 2011, coleção de contos, 96 páginas, ISBN 9788205426689.
- Tiger i Hagen ("Tigre no jardim"), 2015, coleção de contos, 96 páginas, ISBN 9788205429901.
- Inferno, 2018, romance com pinturas, 118 páginas, ISBN 9788233801519.

### Carreira como pintor
Segundo a revista Hola, as obras de Ari eram expostas frequentemente em galerias e vendidas também na internet. A revista também escreveu em 31 de dezembro de 2019 que após a morte do artista, as obras haviam se esgotado rapidamente. 
"Eu pinto minha vida", teria dito ele em 2017. 

## Polémicas
No outono de 2006, ele esteve nas manchetes de um jornal norueguês, por ter revelado que tinha votado no Partido Trabalhista da Noruega.
Além disso, sua amizade com o político Trond Giske também atraiu críticas de políticos e de jornais.
Outro escândalo conhecido foi quando Ari Behn deixou-se fotografar vestido de drag queen em Barcelona ao lado da drag Carmen de Mairena.

## Morte
Behn morreu no dia 25 de dezembro de 2019, aos 47 anos, depois de cometer suicídio.
Em sua homenagem, a Casa Real divulgou um nota sobre seu falecimento e funeral, tendo inclusive toda Família Real assistido a seu sepultamento.